# Strada statale 311 Nepesina
La ex strada statale 311 Nepesina (SS 311), ora strada regionale 311 Nepesina (SR 311), è una strada regionale italiana che si snoda nel Lazio.

## Percorso
La strada ha origine distaccandosi dalla ex strada statale 2 Via Cassia all'altezza dello svincolo per  Nepi. Dopo poche centinaia di metri, c'è il bivio con la provinciale Cimina che la collega a Ronciglione, al lago di Vico e quindi Viterbo. La strada prosegue invece in direzione nord-est fino a Nepi, superata la quale punta prima verso nord e poi nuovamente verso est fino ad arrivare alla periferia di Civita Castellana.
Qui la strada segue un nuovo tracciato esterno al centro abitato, che passa a nord del paese, finendo per innestarsi sulla ex strada statale 3 Via Flaminia nei pressi della zona industriale.
In seguito al decreto legislativo n. 112 del 1998, dal 1º febbraio 2002 la gestione è passata dall'ANAS alla Regione Lazio, che ha ulteriormente devoluto le competenze alla Provincia di Viterbo; dal 5 marzo 2007 la società Astral ha acquisito la titolarità di concessionario di tale arteria.